# Quettetot
Quettetot és un municipi francès situat al departament de la Manche i a la regió de Normandia. L'any 2008 tenia 736 habitants.

## Demografia

### Població
El 2007 la població de fet de Quettetot era de 716 persones. Hi havia 256 famílies de les quals 44 eren unipersonals (8 homes vivint sols i 36 dones vivint soles), 80 parelles sense fills, 120 parelles amb fills i 12 famílies monoparentals amb fills.
La població ha evolucionat segons el següent gràfic:
Habitants censats

### Habitatges
El 2007 hi havia 285 habitatges, 259 eren l'habitatge principal de la família, 20 eren segones residències i 6 estaven desocupats. Tots els 283 habitatges eren cases. Dels 259 habitatges principals, 223 estaven ocupats pels seus propietaris, 33 estaven llogats i ocupats pels llogaters i 3 estaven cedits a títol gratuït; 17 tenien dues cambres, 27 en tenien tres, 78 en tenien quatre i 137 en tenien cinc o més. 194 habitatges disposaven pel capbaix d'una plaça de pàrquing. A 99 habitatges hi havia un automòbil i a 133 n'hi havia dos o més.

### Piràmide de població
La piràmide de població per edats i sexe el 2009 era:
| Homes | Edats   | Dones |
| ----- | ------- | ----- |
| 0     | 95 o +  | 0     |
| 0     | 90 a 94 | 0     |
| 4     | 85 a 89 | 8     |
| 12    | 80 a 84 | 4     |
| 8     | 75 a 79 | 20    |
| 12    | 70 a 74 | 8     |
| 12    | 65 a 69 | 12    |
| 8     | 60 a 64 | 16    |
| 16    | 55 a 59 | 8     |
| 16    | 50 a 54 | 12    |
| 28    | 45 a 49 | 20    |
| 20    | 40 a 44 | 16    |
| 16    | 35 a 39 | 16    |
| 20    | 30 a 34 | 24    |
| 16    | 25 a 29 | 16    |
| 24    | 20 a 24 | 12    |
| 4     | 15 a 19 | 24    |
| 20    | 10 a 14 | 8     |
| 8     | 5 a 9   | 20    |
| 20    | 0 a 4   | 16    |

## Economia
El 2007 la població en edat de treballar era de 438 persones, 309 eren actives i 129 eren inactives. De les 309 persones actives 283 estaven ocupades (156 homes i 127 dones) i 26 estaven aturades (11 homes i 15 dones). De les 129 persones inactives 40 estaven jubilades, 44 estaven estudiant i 45 estaven classificades com a «altres inactius».

### Ingressos
El 2009 a Quettetot hi havia 250 unitats fiscals que integraven 692,5 persones, la mediana anual d'ingressos fiscals per persona era de 16.414 €.

### Activitats econòmiques
Dels 10 establiments que hi havia el 2007, 6 eren d'empreses de construcció, 1 d'una empresa de comerç i reparació d'automòbils, 1 d'una empresa d'hostatgeria i restauració i 2 d'empreses classificades com a «altres activitats de serveis».
Dels 6 establiments de servei als particulars que hi havia el 2009, 1 era un paleta, 2 fusteries, 1 lampisteria i 2 perruqueries.
L'únic establiment comercial que hi havia el 2009 era una botiga de menys de 120 m².
L'any 2000 a Quettetot hi havia 34 explotacions agrícoles que ocupaven un total de 840 hectàrees.

## Equipaments sanitaris i escolars
El 2009 hi havia una escola elemental.

## Poblacions més properes
El següent diagrama mostra les poblacions més properes.